# Podenzana
Podenzana este o comună în Provincia Massa-Carrara, Toscana din centrul Italiei. În 2011 avea o populație de  2.148 de locuitori.

## Demografie
Podenzana - evoluția demografică

|  | Graficele sunt indisponibile din cauza unor probleme tehnice. Mai multe informații se găsesc la Phabricator și la wiki-ul MediaWiki. |

Date: Recensăminte sau birourile de statistică - grafică realizată de Wikipedia